# Леонтий (митрополит Киевский)
Митрополит Леонтий (Леонт, Леон, Лев) — митрополит Киевский (992—1008)
По происхождению грек. При нём князь Владимир перенёс мощи святой равноапостольной великой княгини Ольги († 969; память 11/24 июля) в Десятинную церковь. Скончался в 1007 (1008) году.
О времени управления им Киевской митрополией существует два мнения: одни считают его первым митрополитом Киевским, другие вторым, после святителя Михаила. Третьи источники называют первым засвидетельствованным митрополитом некоего Феофилакта. Вопрос остаётся спорным.

## Вопрос первенства
По вопросу о том, когда Леонтий занимал кафедру русского митрополита, существует два мнения: одни учёные считают его первым митрополитом Киевским, другие — вторым. И те и другие исследователи утверждаются на летописях и других исторических памятниках, которые противоречат и исключают себя взаимно.
Исконное предание русской церкви признавало первым митрополитом Киевским Михаила, мощи которого находятся в великой церкви Киево-Печерской лавры.
Митрополит Киевский Евгений (Болховитинов) первым сделал попытку научно обосновать это церковное предание; под его влиянием это мнение получило научное утверждение в изданном Киевской духовной академией в 1839 году исследовании студента академии VІI курса, иеромонаха Евсевия Ильинского (1831—1835), впоследствии экзарха Грузии, под заглавием: «Кто был первый митрополит Киевский?» и было принято такими историками XIX столетия, как преосвященные Филарет Черниговский и Макарий Московский и С. М. Соловьёв. Митрополит Московский Макарий полагал, что первый киевский владыка Михаил занимал кафедру с 988 по 992 год, а Леонтий был вторым митрополитом с 992 до 1003 года.
С другой стороны, церковное предание о том, что первым митрополитом Киевским был Михаил, отрицалось главнейшими представителями русской исторической науки времён митрополита Евгения, начиная уже с «Истории государства Российского»  Н. М. Карамзина. К. Н. Бестужев-Рюмин, Н. И. Костомаров, Д. И. Иловайский и И. И. Малышевский отрицали бытие митрополита Михаила в Киеве в X веке.
Историк Я. Н. Щапов в книге «Государство и церковь в Древней Руси» (1989) высказал сомнение в том, что Михаил и Леонтий являлись киевскими митрополитами. Первым митрополитом он называет Феофилакта.

## «Послание против Латинян»
С его именем известно полемическое сочинение на греческом языке об опресноках против латинян «Леонтия, митрополита Переяславля в Ρωσία»: «Λέоντоς μητρоπоλίτоυ 'Рωσίας πρός ρωμαίоυς ήτоι λατίνоυς περι τών άζύμων, или в других списках: Λεόντоς μητρоπоλίτоυ τής έν 'Рωσια Пρεσθλάβας περί τоώ ότι оύ δεΐ τελέιν τά άζυμα». И большинство ученых автором этого сочинения признают митрополита русского Леона. Но ещё Н. М. Карамзин вскользь заметил, что это сочинение едва ли древнее XIV века.